# غوستاف جينجراس
غوستاف جينجراس بالإنجليزية:Gustave Gingras (18 يناير 1918 - 9 مايو 1996) هو طبيب كندي حاصل على وسام كندا ومؤسس معهد مونتريال لإعادة التأهيل في عام 1949.

## حياته وعمله
وُلد غوستاف في مونتريال، كيبيك، ودرس الطب في جامعة مونتريال بعد الانتهاء من درجة البكالوريوس في كلية بورجيه في ريجود، كيبك. التحق غوستاف في عام 1942 بالهيئة الطبية العسكرية الكندية الملكية وخدم في الخارج خلال الحرب العالمية الثانية. درس غوستاف هناك جراحة المخ والأعصاب كمتدرب في مستشفى جراحة الأعصاب وجراحات التجميل في باسينغستوك، انجلترا. ولدى عودته إلى كندا، استوحى غوستاف من الدكتور وايلدر بنفيلد، وهو طبيب أعصاب في مونتريال، فكرته للتركيز على مساعدة مرضى الشلل السفلي والشلل الرباعي من قدامى المحاربين في الحرب. وكخبير في إعادة تأهيل المعوقين، عمل غوستاف مستشارًا لمنظمة الصحة العالمية ، والأمم المتحدة، والصليب الأحمر الكندي، والوكالة الكندية للتنمية الدولية. كما شغل منصب رئيس الجمعية الطبية الكندية من عام 1972 إلى 1973. وكان مستشارًا في جامعة جزيرة الأمير إدوارد من 1974 إلى 1982.

## مراتب الشرف
- في عام 1967، حصل على الدكتوراه الفخرية من جامعة سير جورج ويليامز، والتي أصبحت تعرف فيما بعد جامعة كونكورديا.[7]
- في عام 1967، حصل على وسام كندا.
- في عام 1972، تم ترقيته إلى رتبة رفيق من كندا.
- في عام 1998، تم إدخاله في قاعة مشاهير الطب الكنديين.
- مرتبة فارس من أتباع القديس يوحنا

## روابط خارجية
- Gustave Gingras at الموسوعة الكندية